# Ella Rae Peck

Ella Rae Peck (Minneapolis, 1990. szeptember 8. –) amerikai színésznő. 
Legismertebb alakítása Charlotte "Lola" Rhodes a The CW Television Network Gossip Girl – A pletykafészek című televíziós sorozatában. Az NBC Megtévesztés című szappanoperájában Mia Bowerst játszotta.

## Élete és pályafutása
Minnesota államban, Minneapolisban született és nőtt fel. New Yorkban folytatta iskolai tanulmányait, ahol trapéz- és akrobatikai gyakorlatokat tanított társainak.
Első filmes szerepe a Lilly in the Woods című 2006-ban bemutatott rövidfilmben volt. Ezt egy kisebb szerep, Emma megformálása követte a Freezer Burn (2007) című független filmben. Még ugyanebben az évben Honor Caldwellt játszotta a Dear Harvard című próbaepizódban. Az alkotás a privát lányiskolába járó Honor életkihívásait mutatja be, amikor családja társadalmi osztálybeli elhelyezkedésében hirtelen változás áll be. Alakításáért legjobb színésznő kategóriában elnyerte az Independent Pilot Competition díjat a New York-i Televíziós Fesztiválon.
2008–2010 között kisebb vendégszerepeket osztottak rá olyan televíziós sorozatokban, mint a Nyomtalanul, az Esküdt ellenségek, A férjem védelmében és a Zsaruvér. 2011-ben szerepelt a Pszichoszingli és a God Don't Make the Laws című filmekben. 2012 januárjától kezdve a The CW Television Network Gossip Girl – A pletykafészek című sorozatában Charlie „Lola” Rhodes visszatérő szerepét kapta meg. 2012 decemberében cameoszerepet vállalt a széria utolsó epizódjában.
2012 januárjában a Sundance Filmfesztiválon bemutatták a Lánybúcsú  című filmet, amelyben egy Stefanie nevű szereplőt játszott. Márciusban megkapta Mia Bowers szerepét az NBC Megtévesztés című 2013-as televíziós sorozatában.2012. szeptember 22-én The Exhibitionists című filmjét bemutatták az Arizonai Underground Filmfesztiválon. 2013. január 17. és január 27. között a szintén az ő közreműködésével készült The Apocalypse című film versenyzett a Sundance Filmfesztiválon. Az év márciusának elején csatlakozott az NBC csatorna új pilotjának, a Welcome to the Familynek a stábjához, az alkotásban Molly Yodert alakítja. A sorozatot májusban rendelték be. 2013. március 15-én Halle Berry főszereplésével bemutatták A hívás című filmthrillert, amelyben Peck is szerepel.

## Filmográfia
| Év   | Magyar cím                    | Eredeti cím             | Szerep                | Megjegyzések                                      |
| ---- | ----------------------------- | ----------------------- | --------------------- | ------------------------------------------------- |
| 2006 | –                             | Lilly in the Woods      | Lilly                 | rövidfilm                                         |
| 2007 | –                             | Freezer Burn            | Emma                  |                                                   |
| 2007 | –                             | Dear Harvard            | Honor Caldwell        | televíziós film – pilot                           |
| 2008 | Nyomtalanul                   | Without a Trace         | Lisa/KitKat14         | televíziós sorozat epizód: Rewind                 |
| 2010 | Esküdt ellenségek             | Law & Order             | Zoe Morgan            | televíziós sorozat epizód: Steel-Eyed Death       |
| 2010 | A férjem védelmében           | The Good Wife           | Jenny Bauer           | televíziós sorozat epizód: Doubt                  |
| 2010 | Zsaruvér                      | Blue Bloods             | Caitlin Breyer        | televíziós sorozat epizód: Smack Attack           |
| 2011 | –                             | God Don't Make the Laws | Colbie Palmer         |                                                   |
| 2011 | Pszichoszingli                | Young Adult             | lány a bárnál         |                                                   |
| 2012 | Lánybúcsú                     | Bachelorette            | Stefanie              |                                                   |
| 2012 | Gossip Girl – A pletykafészek | Gossip Girl             | Charlie „Lola” Rhodes | televíziós sorozat; visszatérő szereplő 15 epizód |
| 2012 | –                             | The Exhibitionists      | Lynn                  |                                                   |
| 2012 | –                             | The Apocalypse          | Jenny                 | rövidfilm                                         |
| 2013 | –                             | Megtévesztés            | Mia Bowers            | televíziós sorozat; főszereplő 11 epizód          |
| 2013 | –                             | The Call                | Autumn                |                                                   |
| 2013 | –                             | Welcome to the Family   | Molly Yoder           | televíziós sorozat; főszereplő                    |
| 2014 | –                             | Believe                 | Nina                  | televíziós sorozat                                |

## Díjak és jelölések
| Átadás éve | Díj                           | Kategória         | Díjazott alkotás | Bemutató éve | Eredmény |
| ---------- | ----------------------------- | ----------------- | ---------------- | ------------ | -------- |
| 2007       | Independent Pilot Competition | legjobb színésznő | Dear Harvard     | 2007         | Elnyerte |